# 東経44度線
東経44度線（とうけい44どせん）は、本初子午線面から東へ44度の角度を成す経線である。北極点から北極海、ヨーロッパ、アジア、アフリカ、インド洋、南極海、南極大陸を通過して南極点までを結ぶ。東経44度線は、西経136度線と共に大円を形成する。

## 通過する地域一覧
東経44度線は、北極点から南極点まで南に向かって以下の場所を通っている。
| 地理座標                                             | 国土・領土・領海        | 備考                                                                                                   |
| ---------------------------------------------------- | ----------------------- | --- |
| 北緯90度0分 東経44度0分 / 北緯90.000度 東経44.000度  | 北極海                  | |
| 北緯80度34分 東経44度0分 / 北緯80.567度 東経44.000度 | バレンツ海              | |
| 北緯68度33分 東経44度0分 / 北緯68.550度 東経44.000度 | ロシア                  | カニン半島                                                                                             |
| 北緯68度23分 東経44度0分 / 北緯68.383度 東経44.000度 | 白海                    | |
| 北緯67度34分 東経44度0分 / 北緯67.567度 東経44.000度 | ロシア                  | カニン半島                                                                                             |
| 北緯67度10分 東経44度0分 / 北緯67.167度 東経44.000度 | 白海                    | メゼン湾（英語版）                                                                                     |
| 北緯66度5分 東経44度0分 / 北緯66.083度 東経44.000度  | ロシア                  | ニジニ・ノヴゴロドを通過                                                                               |
| 北緯42度35分 東経44度0分 / 北緯42.583度 東経44.000度 | 南オセチア / ジョージア | 南オセチアは一部の国だけが国家承認している。多くの国では、この領域はグルジアの一部として扱われている。 |
| 北緯42度11分 東経44度0分 / 北緯42.183度 東経44.000度 | ジョージア              | |
| 北緯41度10分 東経44度0分 / 北緯41.167度 東経44.000度 | アルメニア              | |
| 北緯40度1分 東経44度0分 / 北緯40.017度 東経44.000度  | トルコ                  | |
| 北緯37度18分 東経44度0分 / 北緯37.300度 東経44.000度 | イラク                  | |
| 北緯29度44分 東経44度0分 / 北緯29.733度 東経44.000度 | サウジアラビア          | |
| 北緯17度22分 東経44度0分 / 北緯17.367度 東経44.000度 | イエメン                | |
| 北緯12度36分 東経44度0分 / 北緯12.600度 東経44.000度 | インド洋                | アデン湾                                                                                               |
| 北緯10度39分 東経44度0分 / 北緯10.650度 東経44.000度 | ソマリア                | ソマリランド                                                                                           |
| 北緯9度0分 東経44度0分 / 北緯9.000度 東経44.000度    | エチオピア              | |
| 北緯4度57分 東経44度0分 / 北緯4.950度 東経44.000度   | ソマリア                | |
| 北緯1度5分 東経44度0分 / 北緯1.083度 東経44.000度    | インド洋                | モヘリ島とアンジュアン島（ コモロ）の間を通過                                                          |
| 南緯17度21分 東経44度0分 / 南緯17.350度 東経44.000度 | マダガスカル            | |
| 南緯17度44分 東経44度0分 / 南緯17.733度 東経44.000度 | インド洋                | |
| 南緯20度45分 東経44度0分 / 南緯20.750度 東経44.000度 | マダガスカル            | |
| 南緯24度51分 東経44度0分 / 南緯24.850度 東経44.000度 | インド洋                | |
| 南緯60度0分 東経44度0分 / 南緯60.000度 東経44.000度  | 南極海                  | |
| 南緯68度2分 東経44度0分 / 南緯68.033度 東経44.000度  | 南極大陸                | ドローニング・モード・ランド（ ノルウェーが領有権を主張）                                              |